# Matthias Morgenstern
Matthias Morgenstern (* 1959 in Kassel) ist Professor für Judaistik und Religionswissenschaft am Seminar für Religionswissenschaft und Judaistik (Institutum Judaicum) der Universität Tübingen. Er ist Preisträger des Gutenbergpreises der Stadt und Universität Strasbourg und Mitglied im Ausschuss „Kirche und Judentum“ der Evangelischen Kirche in Deutschland.

## Leben
Nach dem Studium der evangelischen Theologie in Tübingen, Zürich und Bern und einem zweijährigen Aufenthalt in Israel als Freiwilliger von Aktion Sühnezeichen (1985–1987) studierte Morgenstern Judaistik in Heidelberg und Berlin (Freie Universität). Anschließend arbeitete er zunächst als wissenschaftlicher Assistent für Altes Testament an der Evangelisch-Theologischen Fakultät in Tübingen und als evangelischer Pfarrer in Vaihingen (Enz). Seit 1999 lehrt und forscht er am Institutum Judaicum der Universität Tübingen.

## Arbeit
Dabei spezialisierte er sich auf die Erforschung der deutsch-jüdischen Orthodoxie und schrieb seine Dissertation über den jüdisch-orthodoxen Philosophen Isaac Breuer. Hinzu kamen Arbeiten über die moderne israelische Literatur, vor allem über den Dramatiker Mosche Schamir und das zeitgenössische israelische Theater. In der Spielzeit 2001/2002 führte das Stadttheater Heilbronn unter der Regie von Johannes Kätzler ein von Morgenstern aus dem hebräischen übersetztes Stück Schamirs auf – The Heir („Der Erbe“), das sich vor dem Hintergrund des Eichmann-Prozesses in Israel mit der Problematik der deutschen „Wiedergutmachungszahlungen“ an Israel auseinandersetzt. Seit Beginn seiner Lehr- und Forschungstätigkeit am Institutum Judaicum der Universität Tübingen (1999) beschäftigt Morgenstern sich mit der rabbinischen Literatur der Spätantike, besonders mit dem Jerusalemer Talmud und mit exegetischen Midrasch-Texten. 2004–2008 war er Mitglied des internationalen Ramses 2-Netzwerkes (Aix-en-Provence, Frankreich) mit einem Forschungsprojekt zu Gendervorstellungen in den Mittelmeerreligionen. 2016 veröffentlichte Morgenstern eine Übertragung von Martin Luthers antijüdischer Schrift „Von den Juden und ihren Lügen“ in modernes Deutsch mit einem judaistischen Kommentar und einem Geleitwort von Heinrich Bedford-Strohm. Diese Veröffentlichung wurde von dem Berliner Kirchenhistoriker Johannes Wallmann in der Zeitschrift Confessio Augustana als „kirchliche Ausgabe“ und Ausdruck falsch verstandener Selbstbezichtigung kritisiert.

## Forschungsgebiete (Auswahl)
Deutsch-jüdische Orthodoxie, Rabbinisches Judentum, Jerusalemer Talmud, Martin Luther und das Judentum sowie moderne israelische Literatur.

## Isaac Breuer-Werkausgabe
In den Jahren 2015–2017 arbeitete er in Kooperation mit dem Samson-Raphael-Hirsch-Lehrstuhl der Bar Ilan-University (Ramat-Gan, Israel) an einer wissenschaftlichen Werkausgabe der Schriften des deutsch-jüdischen Philosophen Isaac Breuer (1883–1946), von der 2017 der erste Band auf einer internationalen Konferenz in Ramat-Gan vorgestellt wurde. In dieser Ausgabe wurde durch den Vergleich der unterschiedlichen Auflagen der Texte und der zu seinen Lebzeiten erschienenen Übersetzungen ins Hebräische, Jiddische und Englische erstmals ein wissenschaftlicher Text etabliert. Der erste Band der Werkausgabe versammelt Texte, die zum Teil eine gewisse Nähe zur Philosophie Franz Rosenzweigs aufzeigen („Messiasspuren“). Der zweite Band enthält Schriften, die von der Kritik des säkularistischen Zionismus geprägt sind und den „Agudismus“ als jüdisch-orthodoxe Alternative propagieren; darin enthalten ist ein orthodoxer Verfassungsentwurf, der zeigt, wie Breuer sich einen jüdischen Staat auf Grundlage der Tora vorstellte.

## Otto Michel-Kontroverse
Nachdem im Sommer 2010 die hölzerne Standscheibe einer Torarolle aus dem Nachlass Otto Michels, des Gründers des Tübinger Institutum Judaicum, gefunden worden war, kam es zu einer Debatte über die Entstehungsgeschichte des Institutum Judaicum, da Michel in den 1930er Jahren Mitglied der NSDAP und auch der SA gewesen war, diese Mitgliedschaft nach dem Krieg aber verschwiegen hatte. Morgenstern äußerte sich dazu in einem Zeitungsinterview des Schwäbischen Tagblatts und einem Vortrag anlässlich des 75. Todestages des Tübinger Theologen Adolf Schlatter, bei dem Otto Michel studiert hatte. In einem Aufsatzband, den er gemeinsam mit dem Tübinger Kirchengeschichtler Reinhold Rieger herausgab, sind Beiträge des Tübinger Zeithistorikers und Journalisten Hans-Joachim Lang und der Neutestamentlerin Gudrun Holtz enthalten. Besondere Beachtung fand die historische Rekonstruktion des Freundschaftsverhältnisses zwischen Otto Michel und dem jüdischen Philosophen Martin Buber. Während der Otto Michel-Kontroverse wurde gegen Morgenstern der Vorwurf der Nestbeschmutzung erhoben, und das Schwäbische Tagblatt berichtete von Kontroversen innerhalb der Evangelisch-Theologischen Fakultät der Universität Tübingen, die dazu führten, dass die Stelle des Institutsdirektors über vier Jahre lang unbesetzt blieb.

## Veröffentlichungen (Auswahl)
- Von Frankfurt nach Jerusalem. Isaac Breuer und die Geschichte des Austrittsstreits in der deutsch-jüdischen Orthodoxie. Mohr, Tübingen 1995 (Englisch: From Frankfurt to Jerusalem. Isaac Breuer and the History of the Secession Dispute in Modern Jewish Orthodoxy. Leiden/Boston/Köln 2002).
- Übersetzung des Talmud Yerushalmi: Nidda. Die Menstruierende. Übersetzung des Talmud Yerushalmi Band VI/1, hg. von Martin Hengel, Peter Schäfer, Friedrich Avemarie, Hans-Jürgen Becker und Frowald Gil Hüttenmeister. Mohr, Tübingen 2006.
- Übersetzung des Talmud Yerushalmi:  Ketubbot. Eheverträge. Übersetzung des Talmud Yerushalmi Band III/3, hg. von Martin Hengel, Peter Schäfer, Friedrich Avemarie, Hans-Jürgen Becker und Frowald Gil Hüttenmeister. Mohr, Tübingen 2009.
- Judentum und Gender (Red Guide). LIT, Berlin/Münster 2014, ISBN 978-3-643-12699-3.
- (Hrsg., mit Reinhold Rieger:) Das Tübinger Institutum Judaicum. Beiträge zu seiner Geschichte und Vorgeschichte seit Adolf Schlatter (= Contubernium, Bd. 83). Steiner, Stuttgart 2015, ISBN 978-3-515-11128-7.
- Gershom Scholem in Deutschland: zwischen Seelenverwandtschaft und Sprachlosigkeit (mit Gerold Necker und Elke Morlok). Mohr Siebeck, Tübingen 2014, ISBN 978-3-16-153262-7.
- Das israelische Theater. Noten und Notizen. LIT, Berlin/Münster 2016, ISBN 978-3-643-13381-6.
- (Hrsg.:) Martin Luther: Von den Juden und ihren Lügen. Neu bearbeitet und kommentiert. Mit einem Geleitwort von Heinrich Bedford-Strohm. Berlin University Press, Wiesbaden 2016, ISBN 978-3-7374-1320-6.
- Martin Luther und die Kabbala. Vom Schem Hamephorasch und vom Geschlecht Christi. Berlin University Press, Wiesbaden 2017, ISBN 978-3-7374-1327-5.
- Gerhard Kittels „Verteidigung“. Die Rechtfertigungsschrift eines Tübinger Theologen und „Judentumsforschers“ vom Dezember 1946. Berlin University Press, Wiesbaden 2019, ISBN 978-3-7374-1331-2.
- Schriften zur deutsch-jüdischen Orthodoxie. Gesammelte Aufsätze (= Texte und Studien zur deutsch-jüdischen Orthodoxie, Bd. 3). LIT, Berlin/Münster 2021, ISBN 978-3-643-13390-8.
- Die große Genesis-Dichtung. Juden und Christen im Gespräch über das erste Buch der Bibel im Midrasch Genesis Rabba (= Encounters between Judaism and Christianity, Bd. 2). Brill Schöningh, Paderborn 2022, ISBN 978-3-506-79115-3.
- (Hrsg., mit Monika Garruchet:) Die kabbalistische Lerntafel der Prinzessin Antonia in Bad Teinach. J. S. Klotz Verlagshaus, Neulingen 2023, ISBN 978-3-949763-53-3.